# Cmentarz żydowski w Przyrowie
Cmentarz żydowski w Przyrowie – kirkut mieścił się w Przyrowie przy ul. Cmentarnej. Data jego powstania jest nieznana. W czasie II wojny światowej został doszczętnie zniszczony przez nazistów. Nie zachowały się żadne macewy. Teren nekropolii jest zarośnięty i pozbawiony ogrodzenia. Brak jakiejkolwiek tablicy informacyjnej o istnieniu kirkutu.